# Valtournenche

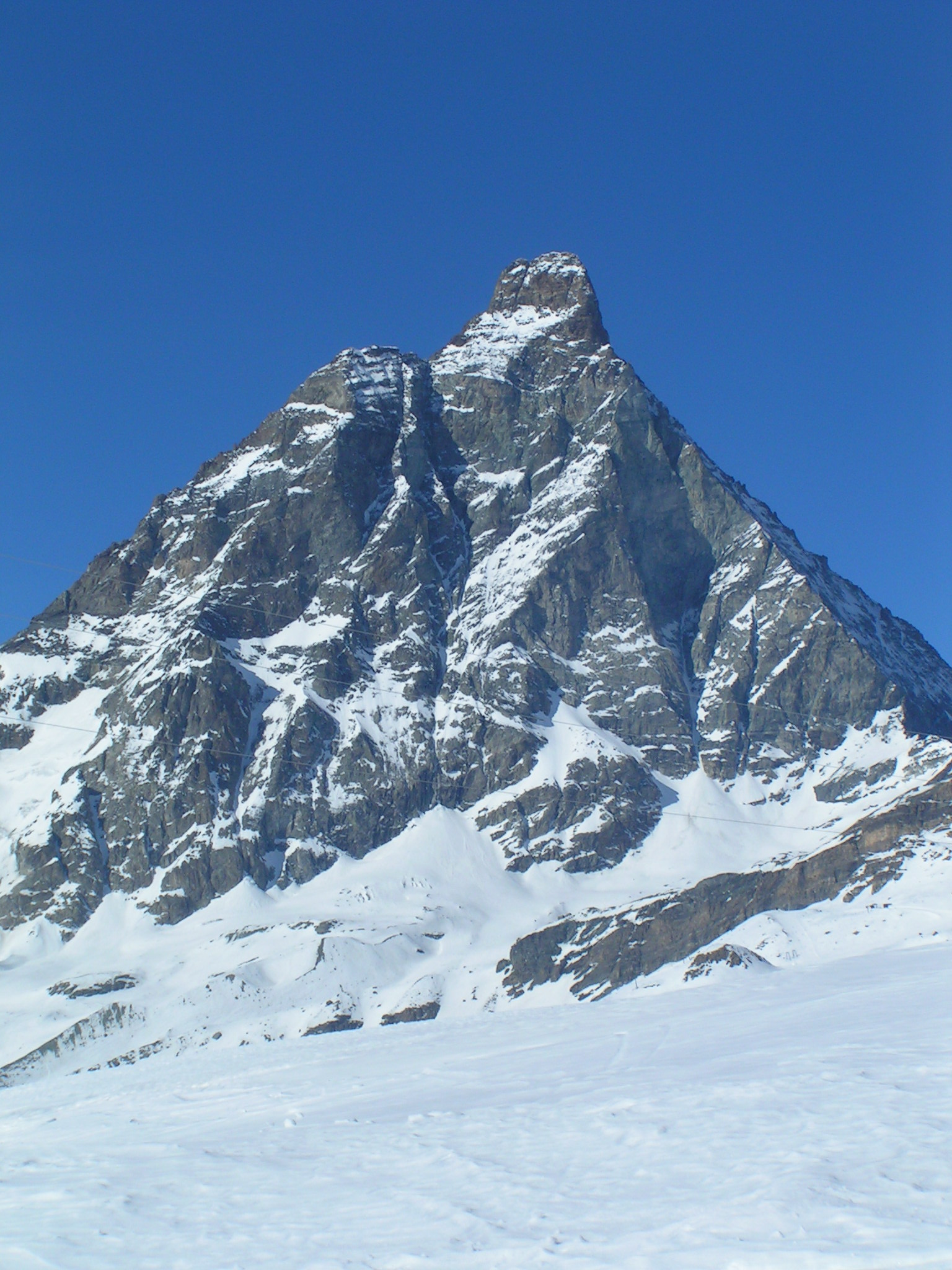
Versantul sudic al lui Matterhorn

Valtournenche este o comună din regiunea Valle d'Aosta, Italia. Ea se află amplastă la altitudinea de 1.524 m deasupra n.m. ocupă suprafața de 115 km² și în 2010 avea, 2.162 locuitori. Localitatea este socotită ca leagănul alpinismului din Italia. De aici porneau începând din secolul XIX alpiniștii spre Matterhorn, care se află la o distanță de 12 km. De comună aparține centrul turistic Breuil-Cervinia (2.003 m), de unde începe de fapt urcușul din partea italiană pe Matterhorn. Comune învecinate sunt: Antey-Saint-André, Ayas, Bionaz, Chamois, Torgnon și Zermatt (Elveția). Între anii 1939 - 1946, localitatea purta denumirea italienizată de "Valtornenza".

## Demografie
Valtournenche - evoluția demografică

|  | Graficele sunt indisponibile din cauza unor probleme tehnice. Mai multe informații se găsesc la Phabricator și la wiki-ul MediaWiki. |

Date: Recensăminte sau birourile de statistică - grafică realizată de Wikipedia